# Nitiananda

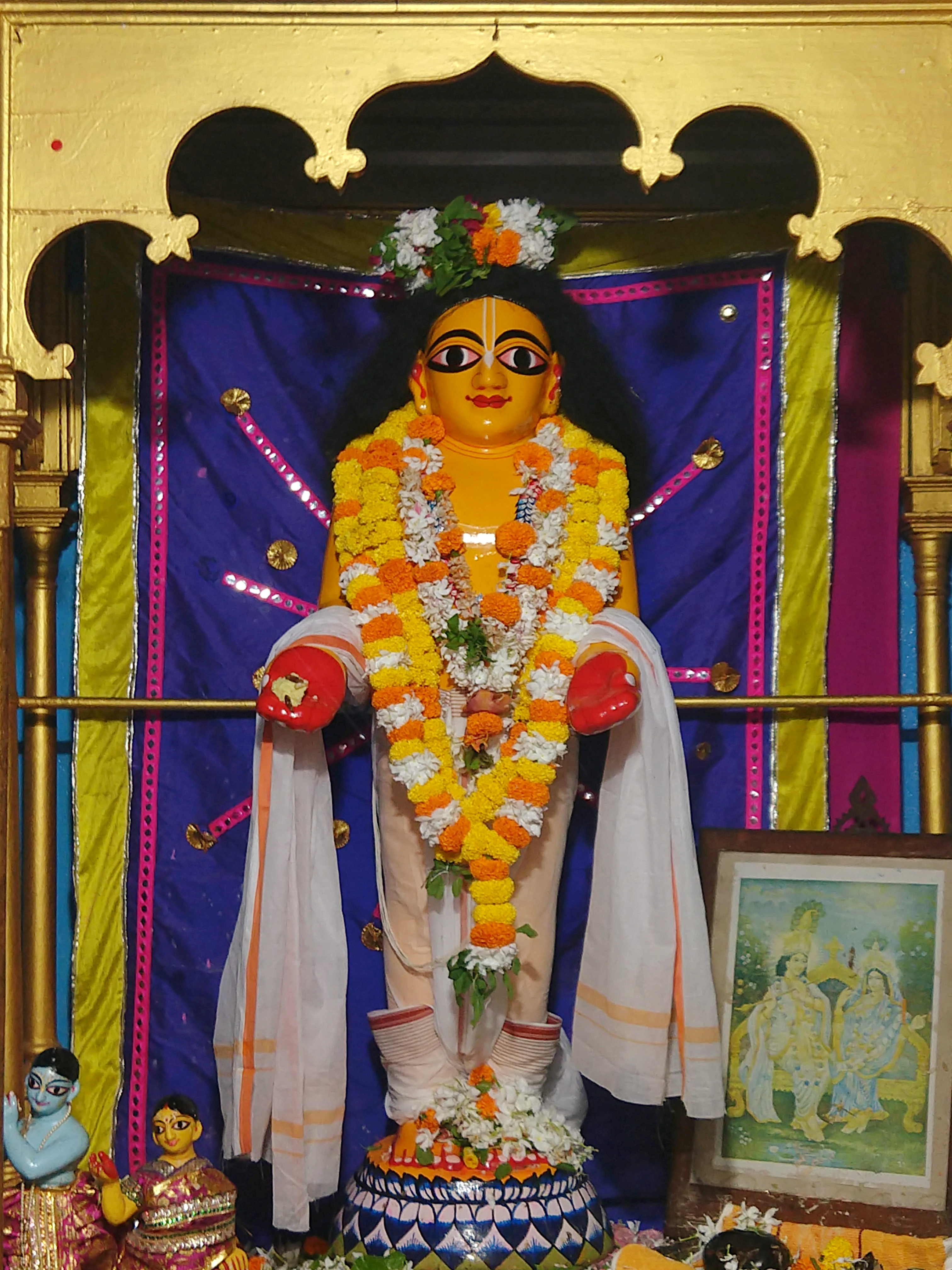
Idol of Nitiananda Prabhu, Nitai Bari, Nabadwip

Nitiananda (Nityananda, bengali : শ্রী নিত্যানন্দ; oriá : ନିତ୍ୟାନନ୍ଦ) (nascido em 1474) foi um santo vixnuísta, famoso como figura religiosa primária dentro da tradição Gaudiya Vaishnava da Bengala, onde é considerado uma encarnação de Balarama, primeira expansão divina de Críxena. Foi amigo e discípulo de Caitanya Mahaprabhu. Eles são muitas vezes mencionados juntos como Gaura-Nitai (Gaura, "dourado", referindo-se a Caitania, e Nitai sendo uma forma abreviada de Nitiananda) ou Nimai-Nitai (Nimai era um apelido de Caitanya por ter nascido sob a árvore nim (Azadirachta indica). Os seguidores geralmente se referem a Nitiananda como "Sri Nitiananda", "Senhor Nitiananda", "Prabhu Nitiananda" ou "Nitiananda Rama".
Os fiéis da tradição Gaudiya Vaishnava, entre os quais se incluem os membros do Movimento Hare Krishna, consideram Nitiananda a encarnação mais misericordiosa da Suprema Personalidade de Deus.

## Biografia
Nitiananda nasceu em torno do ano 1474, filho de um religioso brâmane, Mukunda Pandit (também conhecido como Hadai Pandit) e Padmavati em Ekachakra, uma pequena aldeia no distrito de Birbhum da presente Bengala Ocidental. Sua devoção e grande talento para cantar hinos vixnuístas (bhajan) eram visíveis desde uma idade muito precoce. Ele se tornou conhecido em sua juventude por sua dramática encenação de passatempos de Rama junto com os outros meninos de Ekachakra, onde ele em geral desempenhava o papel de Lakshman, o irmão mais novo de Rama.
Aos treze anos de idade, Nitiananda saiu de casa com um sannyasi viajante, conhecido como Lakshmipati Tirtha. O pai de Nitiananda tinha oferecido ao sannyasi tudo o que ele desejasse como presente. E Lakshmipati respondeu que estava precisando de alguém para ajudá-lo em suas longas viagens aos lugares santos, e que Nitiananda seria perfeito para o trabalho. Como tinha dado sua palavra, Hadai Pandit concordou relutantemente, e Nitiananda se juntou ao sannyasi em suas peregrinações. Essa longa jornada levou Nitiananda a entrar em contato com importantes gurus da tradição vixnuísta. Além de Lakshmipati Tirtha, que lhe deu iniciação espiritual, ele também associou-se com outros importantes devotos como Madhavendra Puri, Advaita Acharya e Ishvara Puri, o mestre espiritual de Caitanya Mahaprabhu.
Durante suas peregrinações, Nitiananda visitou diversos tirthas (lugares sagrados), incluindo Vrindavana, Dwarka, Mathura, Jagannatha Puri e outros centros do culto vixnuísta na Índia medieval. Esses anos de itinerância fortaleceram sua formação espiritual e sua compreensão dos textos e práticas devocionais do bhakti. Há registros em fontes hagiográficas como o Chaitanya Bhagavata e o Chaitanya Charitamrita de que seu encontro com Chaitanya Mahaprabhu ocorreu por volta de 1506, marcando o início de uma colaboração mística e missionária que transformaria o panorama religioso da Bengala.
Após esse encontro, Nitiananda se estabeleceu como o principal propagador da missão de Chaitanya. Enquanto Chaitanya focava mais na mística interior do prema-bhakti e na experiência extática da união com Krishna, Nitiananda adotava uma postura mais acessível, voltando-se à pregação entre aldeões, camponeses e castas marginalizadas, como os shudras. Seu estilo direto e compassivo de ensino, frequentemente informal, rompeu com convenções bramânicas rígidas, sendo visto por muitos estudiosos como uma força democratizante dentro do movimento bhakti da época.
Casou-se com Vasudha, irmã do devoto Gauridas Pandita, e teve pelo menos um filho, chamado Virachandra, que também foi reconhecido como uma importante figura no movimento Gaudiya após a partida de seu pai. Nitiananda passou os últimos anos de sua vida em Khardaha, onde sua presença espiritual ainda é reverenciada.

## Doutrina e papel teológico de Nitiananda
Na tradição Gaudiya Vaishnava, Nitiananda é reverenciado como a manifestação plena de Balarama, o irmão mais velho de Krishna, que é entendido como a primeira expansão direta do Svayam Bhagavan (a forma original e completa de Deus). Em termos ontológicos, Nitiananda representa o tattva da expansão, a força que sustenta e manifesta as potências do divino tanto no plano espiritual quanto no material (sandhini-shakti). Nesse sentido, ele não é visto como um ser subordinado a Krishna, mas como um aspecto complementar e cooperador da divindade suprema. 
Teologicamente, Nitiananda ocupa uma posição singular dentro do sistema Gaudiya. Se Krishna é o centro da bem-aventurança divina (rasa), e Caitanya Mahaprabhu é a encarnação dessa bem-aventurança em busca do amor de Radharani, Nitiananda é aquele que estende esse amor ao mundo, oferecendo a misericórdia incondicional do bhakti até mesmo aos socialmente excluídos. Seu papel é descrito como mais acessível e compassivo, sendo chamado de “avadhūta” — um ser espiritual além das normas convencionais.
A relação entre Caitanya e Nitiananda é concebida como análoga à relação entre Krishna e Balarama. Enquanto Caitanya representa o aspecto interno, contemplativo e teológico da devoção (rasa-tattva), Nitiananda é a força dinâmica, responsável pela difusão pública da consciência de Krishna, muitas vezes usando métodos não convencionais, como o canto extático nas ruas (sankirtana) e o contato direto com pessoas marginalizadas pelas normas sociais da época. 
Do ponto de vista místico e devocional, os seguidores Gaudiya entendem que Nitiananda age como mediador da graça divina, sendo o primeiro a oferecer bhakti à alma caída (jiva). Nos textos devocionais, sua compaixão é descrita como ilimitada, e há numerosas histórias em que ele perdoa até mesmo os que o insultam, como no episódio de Jagai e Madhai, dois irmãos bêbados convertidos por sua clemência. Em virtude disso, ele é chamado de “a encarnação da misericórdia” (kripā-avatāra).
Na tradição contemporânea, especialmente no ISKCON (Movimento Hare Krishna), Nitiananda é cultuado juntamente com Caitanya como parte da divindade dual Gaura-Nitai, símbolo do amor divino distribuído sem discriminação. Ícones de ambos são frequentemente encontrados em templos do movimento e suas imagens são centrais no culto público de harinama sankirtana. Segundo Steven J. Rosen, a ênfase na figura de Nitiananda reflete a teologia Gaudiya segundo a qual Deus se manifesta não apenas como objeto de amor, mas também como aquele que se move ativamente para alcançar o devoto.